# Rima Rozen
Rima Rozen est une généticienne canadienne qui est professeure à l'Université McGill. Ses recherches actuelles portent sur les déficiences génétiques et nutritionnelles du métabolisme des folates et leur impact sur des traits complexes.

## Biographie
Rozen obtient son doctorat à l'Université McGill (Montréal, Canada) et suit une formation postdoctorale à l'Université McGill et à l'Université Yale.
Rozen devient professeure adjointe aux départements de génétique humaine et de pédiatrie de McGill en 1984 et met sur pied son programme de recherche sur la génétique et les maladies métaboliques. En 1985, Rozen établit le Service de diagnostic en génétique moléculaire à l'Hôpital McGill-Montréal pour enfants, le premier service de diagnostic moléculaire accrédité au Québec, et continue à diriger ce service jusqu'en 2002. En 1990, elle devient Fellow du Collège canadien des généticiens médicaux, certifiée en génétique moléculaire. De 1999 à 2007, Rozen est directrice scientifique de l'Hôpital de Montréal pour enfants et directrice scientifique adjointe du Centre universitaire de santé McGill. Elle est également vice-principale associée (recherche et relations internationales) à l'Université McGill de 2007 à 2013. Pendant ce temps, elle continue à travailler également sur ses intérêts de recherche.
Actuellement, Rozen est titulaire de la chaire James McGill de génétique humaine et de pédiatrie. De plus, elle siège au conseil consultatif de l'Institut de génétique des Instituts de recherche en santé du Canada (IRSC).
Rozen publie plus de 350 articles, qui sont cités plus de 34 400 fois, ce qui donne un Indice h et un indice i10 de 76 et 199 respectivement. Elle reçoit plusieurs prix pour ses recherches, dont le Prix d'excellence en recherche pédiatrique du Conseil des clubs interservices du Québec, le Prix Léo-Pariseau de l'association canadienne-française pour l'avancement des sciences et le Prix senior des IRSC Prix scientifique. Rozen est experte dans le cadre du rapport Renforcer la capacité de recherche du Canada : La dimension de genre du Conseil des académies canadiennes,.